# Bahnhof Baalberge
Der Bahnhof Baalberge ist der Bahnhof des Bernburger Ortsteils Baalberge im Salzlandkreis in Sachsen-Anhalt. Im Jahre 1889 ging er an den Bahnstrecken Köthen–Aschersleben und Könnern–Baalberge in Betrieb. Im Personenverkehr wird der Bahnhof durch Regionalzüge bedient. In der Vergangenheit wurden mehrere Betriebe im Güterverkehr bedient, heute ist dies fast nur noch das Steinsalzbergwerk Bernburg.

## Lage
Der Bahnhof Baalberge befindet sich am Streckenkilometer 13,4 der Bahnstrecke Köthen–Aschersleben. Zudem ist er Endpunkt der Nebenbahn aus Könnern (km 11,3). Der Baalberger Ortskern liegt rund 800 Meter entfernt. Die Strecke verläuft südwestlich am Ort vorbei. Am südlichen Bahnhofsende kreuzt die Bahnhofstraße über einen Bahnübergang die Strecke. Der Haltepunkt Bernburg-Friedenshall liegt ungefähr vier Kilometer weiter westlich. In Richtung Osten ist dies der Bahnhof Biendorf, der etwa drei Kilometer entfernt gelegen ist. In Richtung Könnern auf der Nebenbahn ist der Bahnhof Bebitz mit einer Entfernung etwa fünf Kilometern die nächste Station.

## Geschichte
Die im Jahre 1846 eröffnete Bahnstrecke zwischen Bernburg und Köthen hatte zunächst mit dem Bahnhof Biendorf nur eine einzige Zwischenstation.
Seitens des Solvay-Werkes waren schon ab 1886 die Planungen für die Gleisanlagen auf dem Fabrikgelände abgeschlossen. Die Königliche Eisenbahndirektion Magdeburg war mit den Planungen für einen Bahnhof in Baalberge 1887 fertig. Der Gleisanschluss für das neu errichtete Werk war mit einbezogen.
Am 1. November 1889 konnte der Bahnhof in Baalberge an der Hauptbahn Köthen–Bernburg und der Strecke nach Könnern in Betrieb genommen werden. Die ersten Entwürfe für ein Empfangsgebäude und einen Güterschuppen gab es ab 1894. Die Bauarbeiten begannen allerdings erst im Januar 1898. Im Frühjahr 1889 konnte das Gebäude der Öffentlichkeit übergeben werden. Das Betriebsamt in Aschersleben beantragte im Herbst 1911 bei der KED Magdeburg einen Ausbau des Empfangsgebäudes. Es handelte sich dabei um einen Anbau für eine Bahnhofsgaststätte sowie den Umbau der oberen Etage für eine Dienstwohnung. Die Genehmigung für die Projekte wurde erteilt. Der Baubeginn verzögert sich aber aufgrund des ausbrechenden Ersten Weltkrieges bis 1915.
Mit der Inbetriebnahme der Nebenbahn nach Könnern existierte bereits eine Ladestraße. Nachdem Landwirte aus der Umgebung sie in den Anfangsjahren weniger in Anspruch genommen hatten, entwickelte sich das Güterverkehrsaufkommen so zum Positiven, dass die bestehenden Einrichtungen nicht mehr ausreichend waren. Ein Gebäude für den Güterverkehrsdienst entstand im Jahre 1899. Zu Veränderungen der Gleisanlagen im Bereich der Ladestraße ist es bis in die heutige Zeit nicht gekommen. Ab dem 10. Juni 1896 war der Bahnhof zur Sprengstoffabfertigung zugelassen. Von Anfang an standen ein Lademaß über dem Gleis 7 und eine Straßenwaage zur Verfügung. Ab etwa 1900 befand sich auf Höhe eines Durchlasses bei Kilometer 16,16 zwei von der Bahnmeisterei genutzte Wagenkästen. Bei Kilometer 17,0 gab es noch einen weiteren Durchlass, der ausschließlich zur Nutzung von Fußgängern vorgesehen war. In der Nähe des späteren Stellwerkes „W2“ befand sich ein beschrankter Bahnüberweg, dessen Breite fünf Meter betrug. Bis zum Umbau des Bahnhofs Baalberge in den 1960er Jahren bestand dieser Überweg. Auch die beiden Durchlässe wurden in dieser Zeit für die öffentliche Nutzung aufgegeben, dienen aber weiterhin noch der Ableitung von Oberflächenwasser in die Fuhne.
1890 entstand ein Anschlussgleis auf der östlichen Bahnhofsseite, das von Gleis 7 ausging. Es führt zur Hahnendorf’schen Kiesgrube. 1892 nahm eine Dampfziegelei den Betrieb auf, nachdem ein Jahr zuvor in dieser Grube gute Lettevorkommen entdeckt worden waren. Bis Ende 2013 war sie noch in Betrieb. 1990/91 wurden im Zuge der Privatisierungen Modernisierungsarbeiten am Gleis vorgenommen. Doch ist seit dieser Modernisierung nie ein Zug darauf gefahren.

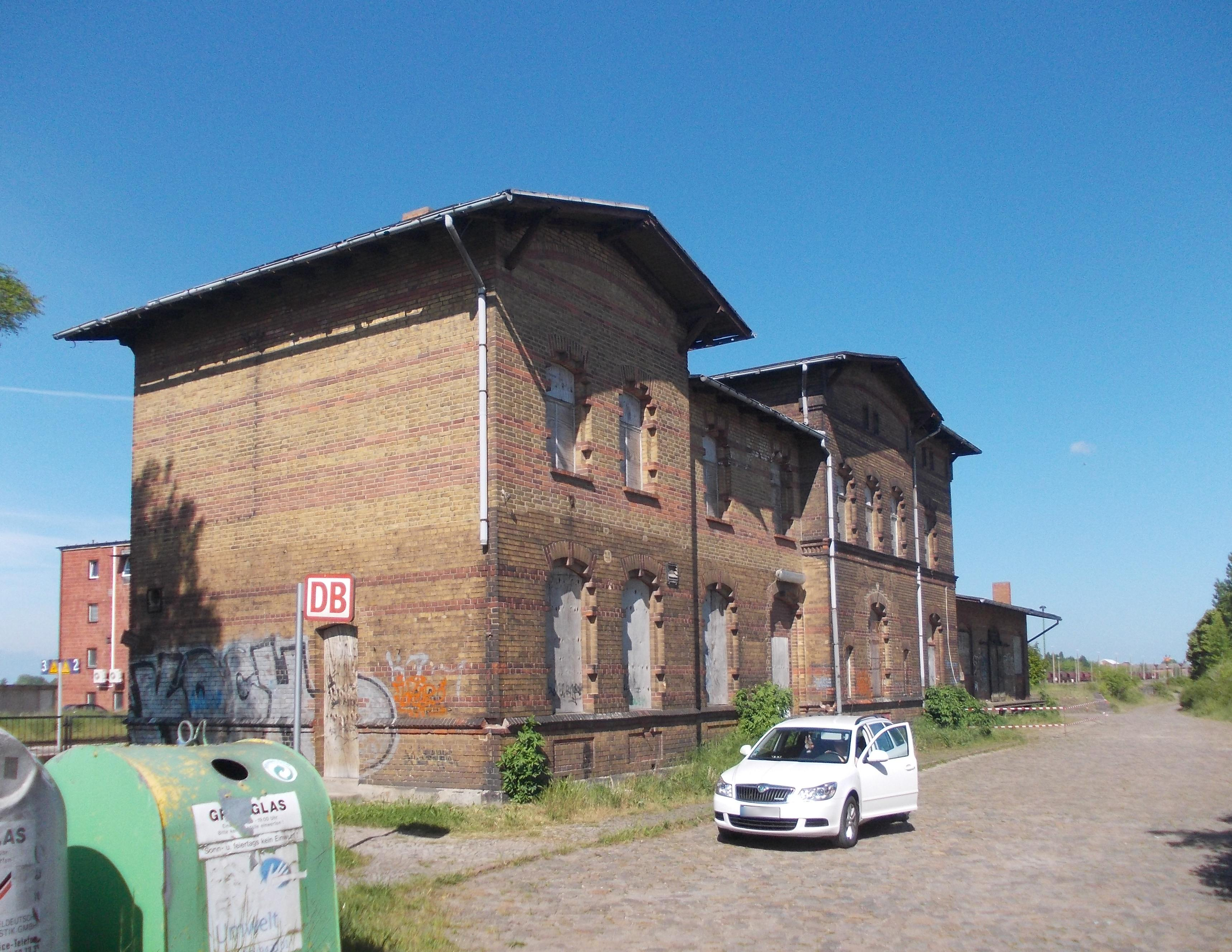
Empfangsgebäude (2015)

Auf einer Verladerampe im südlichen Teil des Bahnhofs wurde im Zweiten Weltkrieg Kies einer am Ortsrand von Baalberge gelegene Kiesgrube verladen. Straßenfahrzeuge sorgten für den Transport zum Bahnhof. Ende der 1950er verlud man über diese Rampe über einen längeren Zeitraum Kies, der nach Rostock zum Bau des neuen Überseehafens transportiert wurde. Zu Beginn der 1970er Jahre waren diese Kiesvorräte erschöpft.
1908 ging eine chemische Düngemittelfabrik in Betrieb. Deren Anschlussgleis zweigte nordöstlich vom Streckengleis der Nebenbahn nach Könnern an Kilometer 11,0 ab. Eine Gleissperre sicherte das Anschlussgleis vom Streckengleis. Die Fabrik verfügte sogar über eine eigene Lokomotive. Der Lokschuppen steht heute noch.
Bis 1931 wurden die Weichen ortsbedient. Die Stellwerke „B1“ an Kilometer 15,816 und „W2“ an Kilometer 16,450 gingen in diesem Jahr in Betrieb.
Mitte der 1960er Jahre begann der grundlegende Umbau des Bahnhofs. Dies ging mit dem Bau eines neuen Steinsalzwerkes in Gröna einher. Der Bahnhof Bernburg litt zudem lange Zeit an Gleismangel. Das Betriebsamt 1 Aschersleben forderte im Jahre 1913 in einem Schreiben an die KED Magdeburg, die Gleisanlagen im Bahnhof Baalberge zu erweitern, um ein Teil des Bernburger Verkehrsaufkommens in Baalberge abwickeln zu können. An Geldmangel und am ausbrechenden Ersten Weltkrieg scheiterte das Projekt. Schon während der Planungen für das Steinsalzwerk erkannte man, dass die täglich abzufertigende Salzmenge von ungefähr 10.000 Tonnen niemals über den Übergabebahnhof Roschwitz hätte bewältigt werden können. Aus diesem Grund waren Erweiterungen des Bahnhofs notwendig. 1966 wurde damit begonnen. Besonders die Güterverkehrsanlagen waren davon betroffen.
Mit dem erweiterten Bahnhof waren auch neue Stellwerke notwendig geworden. Das neue Stellwerk „B1“ befindet sich gegenüber dem Empfangsgebäude (km 15,931). Am nördlichen Bahnhofsende steht das neue Stellwerk „W2“ (km 16,9). Bei beiden handelt es sich um Turmstellwerke. Sie erhielten die Gleisbildtechnik der Bauform GS II. Beide Stellwerke wurden zwar von der Deutschen Reichsbahn (DR) projektiert, doch sie hatte allein nicht die finanziellen Mittel dazu. Die Finanzierung erfolgte aus einem anderen Investitionsvorhaben. Zu einem späteren Zeitpunkt, der nicht genau bekannt ist, kaufte die DR die Stellwerke. Durch die anfangs nicht vorhandenen Stellwerke ergaben sich betriebliche Probleme. Auf der Fläche der ehemaligen Bude „Bo“ errichtete man vorübergehend ein Gebäude, in der ein mechanisches Stellwerke der Bauart Einheit eingerichtet werden sollte. Da zwischenzeitlich die Finanzierung der eigentlichen Stellwerke möglich wurde, war dieses Ersatzgebäude nicht mehr erforderlich, sodass es wieder abgerissen wurde. Alle Weichen erhielten elektrischen Antrieb. Tageslichtsignale wurden im gesamten Bahnhofsbereich aufgestellt.
Mitte der 1990er Jahre wurde die Fahrkartenausgabe geschlossen.
2001 kam es zu einer Reduktion der Gleisanlagen. Die Einfahrverbindung aus Richtung Bebitz nach Gleis 1 sowie das Gleis zur Ziegelei wurden zurückgebaut. Gleis 7 und 9 an der Ladestraße sind noch vorhanden. Bis 2013 benutzte sie die Deutsche Bahn zum Abstellen von Schadwagen. Diese Gleise sind inzwischen gesperrt, aber die Weichen sind noch funktionsfähig. Die ehemaligen Werkgleise 21 und 31 bis 34 wurden ab 2006 durch das Salzwerk Bernburg stillgelegt und anschließend demontiert. In dieser Zeit wurde auch die Dienststelle Baalberge für den Reiseverkehr geschlossen. Das Empfangsgebäude wird nicht mehr genutzt.
Aufgrund seiner ungünstigen Lage zum Ort ist der Bahnhof Baalberge im Reiseverkehr eher schwach frequentiert. Da aber Durchgangsverkehr auf den Hauptgleisen von und nach Köthen stattfindet, ließ die DB im Jahre 2013 eine Sicherheitstür am Bahnsteig 1 einbauen. Damit soll der Zutritt Unbefugter bei Zugfahrten verhindert werden, um Unfälle zu vermeiden.
Das Empfangsgebäude wurde im Dezember 2018 versteigert.

## Anlagen
Zur Zeit des zweigleisigen Streckenausbaus zwischen Köthen und Bernburg umfassten die Gleisanlagen die durchgehenden Hauptgleise, Gütergleise samt Abstellgleisen sowie die Gleise des Solvaywerkes. Die Hauptgleise und ein Gütergleis waren anfangs noch mit römischen Ziffern von I bis IV nummeriert. Nach 1920 stellte man auf arabische Ziffern um. Bei den Gleisen 5 und 6 handelte es sich um Abstellgleise, die über eine Gleissperre gesichert waren. Sie hießen zunächst „S11“ und „S14“. Später wurden sie in „11S“ und „14S“ umbenannt. S11 bis S13 dienten der Wagenübergabe. S14 war Umfahrungsgleis. Es wurde auch für Fahrten zu Außenschachtanlagen benutzt. Das Einfahrsignal K befand sich an Kilometer 15,4 und das Ausfahrsignal L an Kilometer 16,04. Etwa 20 Meter südlich des Signals K trennten sich die Streckengleise. Die Anschlussbahngleise zum Solvaywerk waren über eine doppelte Kreuzungsweiche zwischen km 16,5 und km 16,6 mit dem nördlichen Teil des Bahnhofs verbunden. Im südlichen Teil erfolgten die Rangierarbeiten über das Streckengleis nach Könnern. Ausschließlich Staatsbahnlokomotiven verrichteten diese Arbeiten. Von der Bude „Bo“ aus erfolgte die Bedienung der Signale im südlichen Bereich. Im Norden gab es die Bude „Bw“. Da die beiden Gebäude so klein sind, ist anzunehmen, dass die Weichen bis zur Inbetriebnahme der Stellwerke im Jahre 1931 ortsbediente Weichen waren. Zwei weitere Wärterbuden standen dafür zur Verfügung.
In den Jahren von 1909 bis 1931 ergaben sich keine Veränderungen der Gleisanordnung. Die Signalaufstellung änderte sich aber. Am Gleis 14 entfernte man die Signale K und L.
Als die Anschlussgleise zu den Außenschächten immer weniger benutzt und nur noch gelegentlich befahren wurden, konnten diese entfallen. Das Befahren der Gleise des Betriebsgeländes Solvayhall war durch Gleissperren gesichert. Bei km 15,186 stellte man ein Rangierfahrtsignal 12 auf.
Erst nach dem Zweiten Weltkrieg kam es aufgrund von Reparationsleistungen zur Demontage sämtlicher, weniger genutzter Gleisanlagen. 1946 entfernte man das zweite Gleis zwischen Köthen und Güsten. Da das Verkaufsaufkommen zwischen Bernburg und Baalberge mit nur einem Gleis kaum bewältigt werden konnte, ergänzte man in den früheren 1950er Jahren die Strecke wieder um ein zweites Gleis.
Bei den Solvaygleisen war in den 1950ern Gleis 11 S Abstellgleis für Lastzüge in Richtung Köthen und Gleis 12 S für die Lastzüge in Richtung Güsten. 13 S war Zuführungsgleis durch die DR. 14 S war weiterhin Umfahrungsgleis. Zu Zeiten des eingleisigen Betriebs konnte aus Köthen am Signal A auf die Gleise 1, 3 und 4 eingefahren werden, von Bebitz kommend am Signal B auf die Gleise 3 und 4. Über das Signal O war die Einfahrt aus Bernburg auf die Gleise 2, 3 und 4 möglich. Ein Solvaygleis zum Schacht Peißen wurde kaum noch befahren. Das Gleis zum Schacht II am Sauren Anger wurde ebenfalls wenig benutzt, sodass es zu Beginn der 1950er abgebaut wurde. Zur Schachtanlage Plömnitz wurde bis in die späten 1960er teilweise noch gefahren. Anschließend baute man auch dieses Gleis ab. Ein Brückenbauwerk an der Unterführung unter den Nebenbahn wurde abgerissen und der Durchlass anschließend verfüllt.
Nach den Umbaumaßnahmen in den späten 1960ern wurden die Gleisanlagen so geändert, dass die Einfahrt von Bebitz auf Gleis 1 und 4 möglich wurde. Die Ausfahrt nach Bebitz konnte aber nur von Gleis 4 stattfinden. Da viele neue Güterzuggleise hinzukamen, änderte sich auch die Funktion einiger Gleise. Die Gleise 11, 13 und 14 dienten der Ein- und Ausfahrt, Gleis 12 nur der Einfahrt und 15 bis 17 nur der Ausfahrt. Gleis 21 war Umfahrungsgleis. 31 bis 34 gehörten zum Gleisanschluss des Steinsalzwerkes.
Aktuell gehören dem Salzwerk die Gleise 13 bis 17. 11 und 12 sind Eigentum der DB. Die Werklokomotiven haben keine Zulassung der DB und dürfen auf letzteren Gleise nicht zum Einsatz kommen. Bei ihnen ist die Ein- und Ausfahrt von allen Richtungen möglich. Auf den Gleisen 13 und 14 kann nur aus Richtung Köthen eingefahren werden. Aus 15 bis 17 kann aus derselben Richtung nur ausgefahren werden.
Heute verfügt der Bahnhof über drei Bahnsteiggleise. Es gibt einen Seiten- (75 Meter lang) und einen Mittelbahnsteig (100 Meter lang). Die Höhe beider Bahnsteige beträgt 34 Zentimeter.

## Verkehrsanbindung

### Personenverkehr
Es halten Züge von Regionalverkehre Start Deutschland in Baalberge. Eingesetzt werden seit 9. Dezember 2018 nur noch Dieseltriebwagen der Baureihe 1648. In den Jahren zuvor fuhren auch Dieseltriebwagen der Baureihen 640 und 642.
| Linie                    | Linienverlauf                                       | Takt (min)                                    |
| ------------------------ | --------------------------------------------------- | --------------------------------------------- |
| RB 47                    | Halle – Könnern – Baalberge – Bernburg – Calbe Ost  | 120                                           |
| RB 50                    | Dessau – Köthen – Baalberge – Güsten – Aschersleben | 060 (Dessau–Güsten) 120 (Güsten–Aschersleben) |
| Stand: 15. Dezember 2024 |                                                     |                                               |

### Güterverkehr
Nach 1990 wurde der Güterverkehr auf der Ladestraße eingestellt. Weiterhin ist Baalberge Zugbildungsbahnhof.
Die größte Rolle im Güterverkehr spielt gegenwärtig das Steinsalzbergwerk Bernburg. Jeden Werktag verlässt mindestens ein Salzzug den Bahnhof. Die leeren Züge kommen meistens nachts wieder an. Morgens und mittags wird in der Regel rangiert. Bis Herbst 2023 erreichten Baalberge, mehrmals die Woche Kohle Pendelzüge aus Spreewitz, welche die Zuckerfabrik in Könnern ansteuerten.
Bis 2001 fuhren Güterzüge zum Flanschenwerk Bebitz von Baalberge aus. Die Strecke war lange Zeit aufgrund von Sanierungsarbeiten gesperrt. Deshalb finden diese Fahrten heute ab dem Bahnhof Könnern statt.